# Lista över Frankrikes kommuner

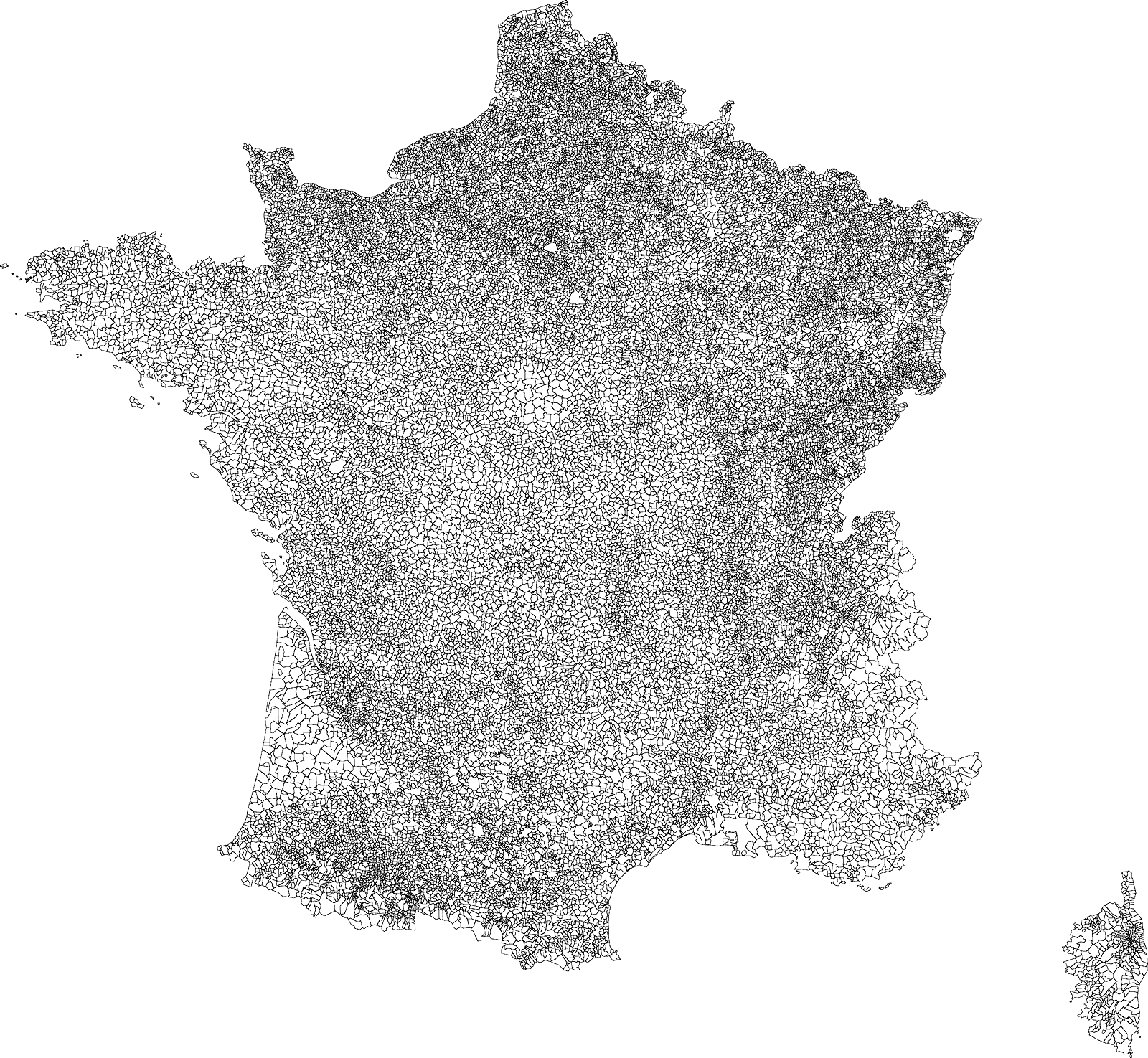
Frankrikes kommuner

Detta är en lista över Frankrikes kommuner. De 36 680 kommunerna är sorterade efter departement:
| Nr                                    | Departement             | Länk till lista över kommuner i departementet               |
| ------------------------------------- | ----------------------- | ----------------------------------------------------------- |
| 1                                     | Ain                     | Lista över kommuner i departementet Ain                     |
| 2                                     | Aisne                   | Lista över kommuner i departementet Aisne                   |
| 3                                     | Allier                  | Lista över kommuner i departementet Allier                  |
| 4                                     | Alpes-de-Haute-Provence | Lista över kommuner i departementet Alpes-de-Haute-Provence |
| 5                                     | Hautes-Alpes            | Lista över kommuner i departementet Hautes-Alpes            |
| 6                                     | Alpes-Maritimes         | Lista över kommuner i departementet Alpes-Maritimes         |
| 7                                     | Ardèche                 | Lista över kommuner i departementet Ardèche                 |
| 8                                     | Ardennes                | Lista över kommuner i departementet Ardennes                |
| 9                                     | Ariège                  | Lista över kommuner i departementet Ariège                  |
| 10                                    | Aube                    | Lista över kommuner i departementet Aube                    |
| 11                                    | Aude                    | Lista över kommuner i departementet Aude                    |
| 12                                    | Aveyron                 | Lista över kommuner i departementet Aveyron                 |
| 13                                    | Bouches-du-Rhône        | Lista över kommuner i departementet Bouches-du-Rhône        |
| 14                                    | Calvados                | Lista över kommuner i departementet Calvados                |
| 15                                    | Cantal                  | Lista över kommuner i departementet Cantal                  |
| 16                                    | Charente                | Lista över kommuner i departementet Charente                |
| 17                                    | Charente-Maritime       | Lista över kommuner i departementet Charente-Maritime       |
| 18                                    | Cher                    | Lista över kommuner i departementet Cher                    |
| 19                                    | Corrèze                 | Lista över kommuner i departementet Corrèze                 |
| 2a                                    | Corse-du-Sud            | Lista över kommuner i departementet Corse-du-Sud            |
| 2b                                    | Haute-Corse             | Lista över kommuner i departementet Haute-Corse             |
| 21                                    | Côte-d'Or               | Lista över kommuner i departementet Côte-d'Or               |
| 22                                    | Côtes-d'Armor           | Lista över kommuner i departementet Côtes-d'Armor           |
| 23                                    | Creuse                  | Lista över kommuner i departementet Creuse                  |
| 24                                    | Dordogne                | Lista över kommuner i departementet Dordogne                |
| 25                                    | Doubs                   | Lista över kommuner i departementet Doubs                   |
| 26                                    | Drôme                   | Lista över kommuner i departementet Drôme                   |
| 27                                    | Eure                    | Lista över kommuner i departementet Eure                    |
| 28                                    | Eure-et-Loir            | Lista över kommuner i departementet Eure-et-Loir            |
| 29                                    | Finistère               | Lista över kommuner i departementet Finistère               |
| 30                                    | Gard                    | Lista över kommuner i departementet Gard                    |
| 31                                    | Haute-Garonne           | Lista över kommuner i departementet Haute-Garonne           |
| 32                                    | Gers                    | Lista över kommuner i departementet Gers                    |
| 33                                    | Gironde                 | Lista över kommuner i departementet Gironde                 |
| 34                                    | Hérault                 | Lista över kommuner i departementet Hérault                 |
| 35                                    | Ille-et-Vilaine         | Lista över kommuner i departementet Ille-et-Vilaine         |
| 36                                    | Indre                   | Lista över kommuner i departementet Indre                   |
| 37                                    | Indre-et-Loire          | Lista över kommuner i departementet Indre-et-Loire          |
| 38                                    | Isère                   | Lista över kommuner i departementet Isère                   |
| 39                                    | Jura                    | Lista över kommuner i departementet Jura                    |
| 40                                    | Landes                  | Lista över kommuner i departementet Landes                  |
| 41                                    | Loir-et-Cher            | Lista över kommuner i departementet Loir-et-Cher            |
| 42                                    | Loire                   | Lista över kommuner i departementet Loire                   |
| 43                                    | Haute-Loire             | Lista över kommuner i departementet Haute-Loire             |
| 44                                    | Loire-Atlantique        | Lista över kommuner i departementet Loire-Atlantique        |
| 45                                    | Loiret                  | Lista över kommuner i departementet Loiret                  |
| 46                                    | Lot                     | Lista över kommuner i departementet Lot                     |
| 47                                    | Lot-et-Garonne          | Lista över kommuner i departementet Lot-et-Garonne          |
| 48                                    | Lozère                  | Lista över kommuner i departementet Lozère                  |
| 49                                    | Maine-et-Loire          | Lista över kommuner i departementet Maine-et-Loire          |
| 50                                    | Manche                  | Lista över kommuner i departementet Manche                  |
| 51                                    | Marne                   | Lista över kommuner i departementet Marne                   |
| 52                                    | Haute-Marne             | Lista över kommuner i departementet Haute-Marne             |
| 53                                    | Mayenne                 | Lista över kommuner i departementet Mayenne                 |
| 54                                    | Meurthe-et-Moselle      | Lista över kommuner i departementet Meurthe-et-Moselle      |
| 55                                    | Meuse                   | Lista över kommuner i departementet Meuse                   |
| 56                                    | Morbihan                | Lista över kommuner i departementet Morbihan                |
| 57                                    | Moselle                 | Lista över kommuner i departementet Moselle                 |
| 58                                    | Nièvre                  | Lista över kommuner i departementet Nièvre                  |
| 59                                    | Nord                    | Lista över kommuner i departementet Nord                    |
| 60                                    | Oise                    | Lista över kommuner i departementet Oise                    |
| 61                                    | Orne                    | Lista över kommuner i departementet Orne                    |
| 62                                    | Pas-de-Calais           | Lista över kommuner i departementet Pas-de-Calais           |
| 63                                    | Puy-de-Dôme             | Lista över kommuner i departementet Puy-de-Dôme             |
| 64                                    | Pyrénées-Atlantiques    | Lista över kommuner i departementet Pyrénées-Atlantiques    |
| 65                                    | Hautes-Pyrénées         | Lista över kommuner i departementet Hautes-Pyrénées         |
| 66                                    | Pyrénées-Orientales     | Lista över kommuner i departementet Pyrénées-Orientales     |
| 67                                    | Bas-Rhin                | Lista över kommuner i departementet Bas-Rhin                |
| 68                                    | Haut-Rhin               | Lista över kommuner i departementet Haut-Rhin               |
| 69                                    | Rhône                   | Lista över kommuner i departementet Rhône                   |
| 70                                    | Haute-Saône             | Lista över kommuner i departementet Haute-Saône             |
| 71                                    | Saône-et-Loire          | Lista över kommuner i departementet Saône-et-Loire          |
| 72                                    | Sarthe                  | Lista över kommuner i departementet Sarthe                  |
| 73                                    | Savoie                  | Lista över kommuner i departementet Savoie                  |
| 74                                    | Haute-Savoie            | Lista över kommuner i departementet Haute-Savoie            |
| 75                                    | Paris                   |                                                             |
| 76                                    | Seine-Maritime          | Lista över kommuner i departementet Seine-Maritime          |
| 77                                    | Seine-et-Marne          | Lista över kommuner i departementet Seine-et-Marne          |
| 78                                    | Yvelines                | Lista över kommuner i departementet Yvelines                |
| 79                                    | Deux-Sèvres             | Lista över kommuner i departementet Deux-Sèvres             |
| 80                                    | Somme                   | Lista över kommuner i departementet Somme                   |
| 81                                    | Tarn                    | Lista över kommuner i departementet Tarn                    |
| 82                                    | Tarn-et-Garonne         | Lista över kommuner i departementet Tarn-et-Garonne         |
| 83                                    | Var                     | Lista över kommuner i departementet Var                     |
| 84                                    | Vaucluse                | Lista över kommuner i departementet Vaucluse                |
| 85                                    | Vendée                  | Lista över kommuner i departementet Vendée                  |
| 86                                    | Vienne                  | Lista över kommuner i departementet Vienne                  |
| 87                                    | Haute-Vienne            | Lista över kommuner i departementet Haute-Vienne            |
| 88                                    | Vosges                  | Lista över kommuner i departementet Vosges                  |
| 89                                    | Yonne                   | Lista över kommuner i departementet Yonne                   |
| 90                                    | Territoire de Belfort   | Lista över kommuner i departementet Territoire de Belfort   |
| 91                                    | Essonne                 | Lista över kommuner i departementet Essonne                 |
| 92                                    | Hauts-de-Seine          | Lista över kommuner i departementet Hauts-de-Seine          |
| 93                                    | Seine-Saint-Denis       | Lista över kommuner i departementet Seine-Saint-Denis       |
| 94                                    | Val-de-Marne            | Lista över kommuner i departementet Val-de-Marne            |
| 95                                    | Val-d'Oise              | Lista över kommuner i departementet Val-d'Oise              |
| Kommuner i utomeuropeiska departement |                         |                                                             |
| 971                                   | Guadeloupe              | Lista över kommuner i departementet Guadeloupe              |
| 972                                   | Martinique              | Lista över kommuner i departementet Martinique              |
| 973                                   | Guyana                  | Lista över kommuner i departementet Guyane                  |
| 974                                   | Réunion                 | Lista över kommuner i departementet Réunion                 |
| 976                                   | Mayotte                 | Lista över kommuner i departementet Mayotte                 |